# Kaiser-Franz-Joseph-Obelisk

Der Obelisk bei seiner Vorstellung 1888 in Wien

Der Kaiser-Franz-Joseph-Obelisk, kurz Kaiserobelisk, ist ein mehrere Meter hoher Obelisk, der auf der Passhöhe des Stilfser Jochs (2757 m s.l.m.) zwischen Südtirol und der Provinz Sondrio in der Lombardei steht. Das 1888 hergestellte Denkmal sollte ursprünglich zu Ehren von Franz Joseph I. am Gipfel des Ortlers (3905 m) errichtet werden, was sich jedoch als undurchführbar erwies. Er ist nicht zu verwechseln mit einem weiteren Obelisken an der Stilfser-Joch-Straße, der 1884 vom Österreichischen Alpenklub zu Ehren des Ortler-Erstbesteigers Josef Pichler errichtet wurde.

## Bestimmung als Gipfelzeichen
Ursprünglich sollte am Gipfel des Ortlers, des höchsten Berges der Donaumonarchie, eine Steinpyramide errichtet werden. Dies hatte Erzherzog Johann von Österreich bereits 1804, im Jahr der Erstbesteigung des Berges, angeordnet. Mit dem Bau wurde bereits begonnen, nach dem zeitweiligen Verlust Südtirols an das Kurfürstentum Bayern im Frieden von Pressburg 1805 waren diese Pläne jedoch vorerst obsolet. 1888 bildete sich in Wien das Ortler-Komité, das sich die Errichtung eines Gipfelzeichens am Ortler zur Aufgabe machte. Dieses sollte dort zur Feier des 40-jährigen Regierungsjubiläums von Kaiser Franz Joseph am 2. Dezember 1888 mit einem Höhenfeuer und einem großen Feuerwerk eingeweiht werden. Weiters wollte das Komitee zu diesem Anlass mit Hilfe einer Stiftung das Bergführerwesen von Sulden ausbauen. Die Pläne sollten durch Spenden finanziert werden. Unter den Förderern waren Albert Rothschild, Kronprinz Rudolf und Johann Adolf von Schwarzenberg.
Der fünf Meter hohe Obelisk wurde von dem k.u.k. Hof-Steinmetzmeister Eduard Hauser aus blaugrauem Mauthausner Granit gefertigt. An der Vorderseite war eine bronzene Plakette mit dem von Lorbeerblättern eingerahmten Bildnis des Monarchen angebracht, die vom Bildhauer Viktor Tilgner ausgeführt wurde. Der Stein selbst trug die Aufschrift Zur Erinnerung an das vierzigjährige Regierungs-Jubiläum Kaiser Franz Joseph I. 2. XII. 1848–1888 Darüber hinaus waren die Namen der großzügigsten Spender in eine Marmorplakette am Obelisken eingemeißelt. Im Oktober erteilte der Kaiser die Erlaubnis, das Denkmal Kaiser-Franz-Joseph-Obelisk und die geplante Stiftung Kaiser-Franz-Joseph-Jubiläums-Stiftung für österreichische Bergführer und deren Witwen und Waisen zu nennen, und besichtigte den Obelisken auch persönlich.

## Kontroversen

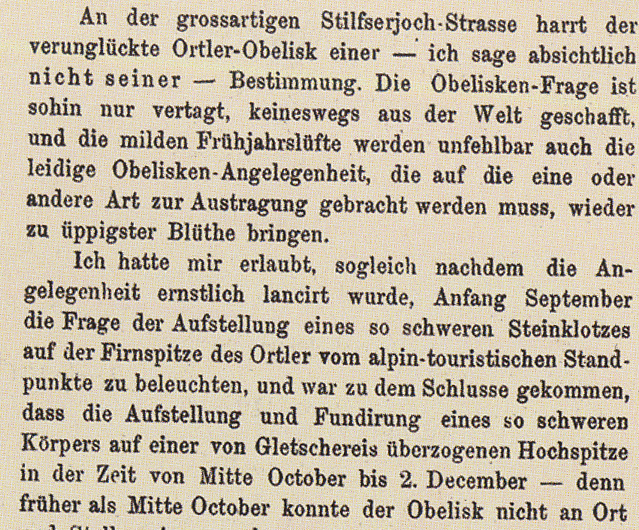
Ausschnitt aus einem Aufsatz Julius Meurers, Oesterreichische Touristen-Zeitung 1888

Von Beginn an leisteten Alpine Vereine, auf deren Mithilfe bei der Denkmalerrichtung ursprünglich gezählt worden war, Widerstand gegen den Obelisken. Federführend war dabei Julius Meurer, Vizepräsident des Österreichischen Alpenvereins und Autor des „Illustrirten Special-Führers durch die Ortler-Alpen“, der das Unternehmen wiederholt als undurchführbar kritisierte. Probleme sah er neben dem Transport des schweren Objektes auf den Gipfel im Winter auch in der Fundierung im wenigen auf dem Firngipfel zur Verfügung stehenden Fels.
Dennoch wurde die Aufstellung bereits konkret geplant und mit Vorarbeiten wie der Markierung der Transportroute und Ausstattung der Payerhütte mit ausreichend Proviant für die Arbeiter begonnen. Das Denkmal sollte auf einem drei Meter hohen Podest aus Steinen inmitten des Firns errichtet werden. Der Obelisk wurde nach Meran und weiter nach Trafoi am Fuße des Ortlers transportiert, doch die Kosten für diesen Transport stiegen vor allem aufgrund hoher Personalkosten unerwartet an. Da die Sektion Prag des Deutschen und Österreichischen Alpenvereins sich weigerte, die Payerhütte als Stützpunkt zur Verfügung stellen, mussten darüber hinaus drei zusätzliche Hütten als Unterkunft für die Arbeiter errichtet werden.
Ende Oktober sprach die Bezirkshauptmannschaft Meran aufgrund der zu erwarteten Gefahren ein behördliches Verbot des Weitertransports aus. Es folgten eine Intervention von Ministerpräsident Eduard Taaffe zugunsten des Obelisken, ein Rekurs bei der Statthalterei in Innsbruck und schließlich eine Berufung beim Innenministerium in Wien. Alle diese Bemühungen blieben jedoch erfolglos und statt der geplanten Einweihung kam es zum Thronjubiläum lediglich zum Hissen der Flagge des Hauses Habsburg am Ortlergipfel durch das Komiteemitglied Demeter Diamantidi.

## Spätere Verwendungen

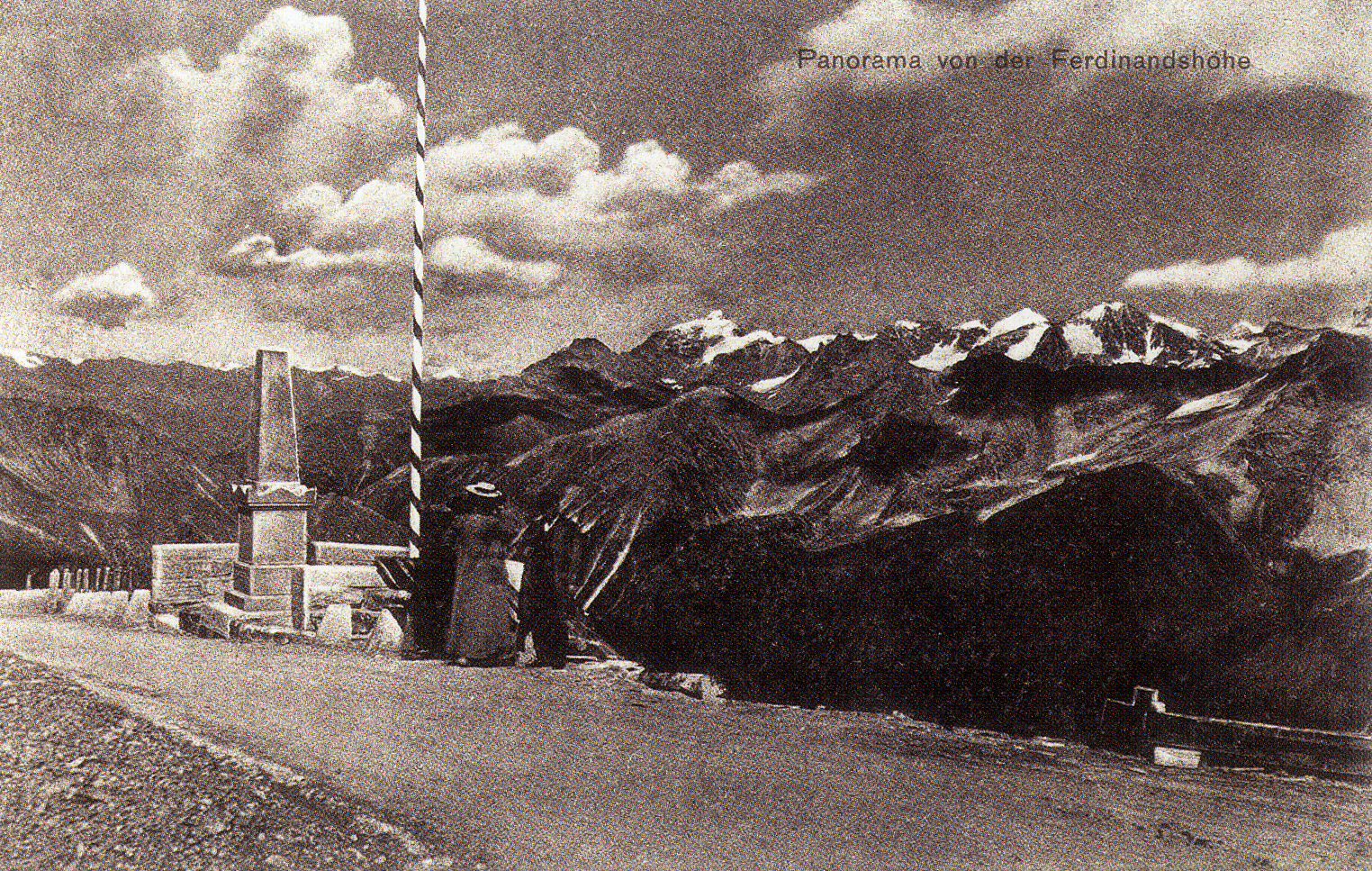
Der Obelisk beim Hotel Ferdinandshöhe, seinem Standort 1899–1925

Der Obelisk verblieb in Trafoi und wurde von seinem Erbauer Eduard Hauser 1899 dem im Vorjahr gefeierten 50-jährigen Thronjubiläum Kaiser Franz Josephs gewidmet. Zu diesem Zweck wurde er mit einer neuen Inschrift versehen und an der Ferdinandshöhe an der Stilfser-Joch-Straße aufgestellt. Als Südtirol nach dem Ersten Weltkrieg an Italien kam, wurde das Bild des Kaisers entfernt und die deutsche Inschrift durch eine italienische ersetzt, die an die Errichtung der Stilfser-Joch-Straße erinnerte. 1925 wurde das 100-jährige Jubiläum dieser Straße gefeiert und der Obelisk zu diesem Anlass von der Ferdinandshöhe auf die Passhöhe des Stilfser Jochs verbracht. Die Inschrift wurde abermals erneuert und erinnert heute im Geiste des italienischen Faschismus an „römische Kultur“ und „italische Kühnheit“.